# Apih
Apih je redkejši priimek v Sloveniji, ki ga je po podatkih Statističnega urada Republike Slovenije na dan 24. januarja 2021 uporabljalo 10 oseb in je med vsemi priimki po pogostosti uporabe uvrščen na 19 157. mesto.

## Znani nosilci priimka
- Josip Apih (1853–1911), zgodovinar
- Jure Apih (*1941), ekonomist, novinar, urednik, oglaševalec, publicist, pisatelj
- Mara Apih-Pečar (1900–1941), učiteljica, gledališčnica
- Marko Apih (*1947), arhitekt
- Milan Apih (1906–1992), prvoborec, politik, pesnik, pisatelj
- Tomaž Apih, fizik
- Vera Apih (*1942), kemijska tehnologinja

## Tuji nosilci
- Elio Apih (1922–2005), italijanski zgodovinar iz Trsta